# 第5回アジア・フィルム・アワード
第5回アジア・フィルム・アワードは、2011年3月21日に発表・授賞式が行われた。
作品賞はアピチャッポン・ウィーラセタクン監督のタイ映画『ブンミおじさんの森』。

## 候補の一覧

### 作品賞
- 唐山大地震
- 告白
- さらば復讐の狼たちよ
- PEEPLI LIVE
- ポエトリー アグネスの詩
- ブンミおじさんの森

### 監督賞
- フォン・シャオガン - 唐山大地震
- 姜文 - さらば復讐の狼たちよ
- イ・チャンドン - ポエトリー アグネスの詩
- 三池崇史 - 十三人の刺客
- ナ・ホンジン - 哀しき獣
- 中島哲也 - 告白

### 主演男優賞
- チョウ・ユンファ - さらば復讐の狼たちよ
- 葛優 - 運命の子
- ハ・ジョンウ - 哀しき獣
- イーサン・ルアン - モンガに散る
- 役所広司 - 十三人の刺客

### 主演女優賞
- チョン・ドヨン - ハウスメイド
- 菊地凛子 - ノルウェイの森
- 松たか子 - 告白
- 徐帆 - 唐山大地震
- ミシェル・ヨー - レイン・オブ・アサシン

### 新人賞
- マーク・チャオ - モンガに散る
- アーリフ・リー - 歳月神偸
- Omkar Das MANIKPURI - PEEPLI LIVE
- チェ・スンヒョン - 戦火の中へ
- チョウ・ドンユィ - サンザシの樹の下で

### 助演男優賞
- 黄暁明 - 運命の子
- サモ・ハン・キンポー - イップ・マン 葉問
- 岡田将生 - 告白
- リュ・スンボム - 生き残るための3つの取引
- ユ・ヘジン - 黒く濁る村

### 助演女優賞
- 蒼井優 - おとうと
- 木村佳乃 - 告白
- カリーナ・ラウ - さらば復讐の狼たちよ
- Shanty PAREDES - MADAME X
- ユン・ヨジョン - ハウスメイド

### 脚本賞
- 朱蘇進、述平、姜文、郭俊立、危笑、李不空 - さらば復讐の狼たちよ
- パン・ホーチョン、ヘイワード・マック - 恋の紫煙
- イ・チャンドン - ポエトリー アグネスの詩
- スー・チャオビン - レイン・オブ・アサシン
- パク・フンジョン - 生き残るための3つの取引

### 撮影賞
- イ・モゲ - 悪魔を見た
- 包軒鳴 - モンガに散る
- リー・ピンビン - ノルウェイの森
- ハッサン・キディラリエフ - 明りを灯す人
- 謝忠道 - 密告・者

### 美術賞
- 林田裕至 - 十三人の刺客
- 趙崇邦 - 王朝の陰謀 判事ディーと人体発火怪奇事件
- Eros EFLIN - MADAME X
- 黄美清、陳柏任 - モンガに散る
- LEE Hwo-kyoung - 哀しき獣

### 作曲賞
- 斉藤和義 - ゴールデンスランバー
- 陳珊妮（サンディー・チェン） - モンガに散る
- Indian Ocean - PEEPLI LIVE
- 金培達（ピーター・カム）、褚鎮東 - レイン・オブ・アサシン
- JANG Young-gyu、イ・ビョンフン - 哀しき獣

### 編集賞
- 山下健治 - 十三人の刺客
- 小池義幸 - 告白
- ナム・ナヨン - 悪魔を見た
- Hemanti SARKAR - PEEPLI LIVE
- 孟佩璁 - サンザシの樹の下で

### 視覚効果賞
- キム・テフン、RYU Hee-jung - 戦火の中へ
- フィル・ジョーンズ - 唐山大地震
- フィル・ジョーンズ - 王朝の陰謀 判事ディーと人体発火怪奇事件
- 山崎貴 - SPACE BATTLESHIP ヤマト
- パク・チョンニュル - アジョシ

### 衣装デザイン賞
- 澤田石和寛 - 十三人の刺客
- 余家安 - 王朝の陰謀 判事ディーと人体発火怪奇事件
- ウィリアム・チャン - さらば復讐の狼たちよ
- 阮如琼 - ノルウェイの森
- チェ・ソヨン - ハウスメイド

## 統計
|    | 作品名                                  | 部門                                                           | 国・地域                                     | 候補数 | 受賞数 |
| -- | --------------------------------------- | -------------------------------------------------------------- | -------------------------------------------- | ------ | ------ |
| 1  | 十三人の刺客                            | 監督賞、主演男優賞、美術賞、編集賞、衣装デザイン賞             | 日本の旗                                     | 5      | 1      |
| 2  | 戦火の中へ                              | 新人賞、視覚効果賞                                             | 大韓民国の旗                                 | 2      |        |
| 3  | おとうと                                | 助演女優賞                                                     | 日本の旗                                     | 1      |        |
| 4  | 唐山大地震                              | 作品賞、監督賞、主演女優賞、視覚効果賞                         | 中華人民共和国の旗 · 香港の旗                | 4      | 2      |
| 5  | 告白                                    | 作品賞、監督賞、主演女優賞、助演男優賞、助演女優賞、編集賞     | 日本の旗                                     | 6      |        |
| 6  | 王朝の陰謀 判事ディーと人体発火怪奇事件 | 美術賞、視覚効果賞、衣装デザイン賞                             | 中華人民共和国の旗 · 香港の旗                | 3      |        |
| 7  | 歳月神偸                                | 新人賞                                                         | 香港の旗                                     | 1      |        |
| 8  | ゴールデンスランバー                    | 音楽賞                                                         | 日本の旗                                     | 1      |        |
| 9  | イップ・マン 葉問                       | 助演男優賞                                                     | 香港の旗                                     | 1      | 1      |
| 10 | 悪魔を見た                              | 撮影賞、編集賞                                                 | 大韓民国の旗                                 | 2      | 1      |
| 11 | さらば復讐の狼たちよ                    | 作品賞、監督賞、主演男優賞、助演女優賞、脚本賞、衣装デザイン賞 | 中華人民共和国の旗 · 香港の旗                | 6      | 1      |
| 12 | 恋の紫煙                                | 脚本賞                                                         | 香港の旗                                     | 1      |        |
| 13 | MADAME X                                | 助演女優賞、美術賞                                             | インドネシアの旗                             | 2      |        |
| 14 | モンガに散る                            | 主演男優賞、新人賞、撮影賞、美術賞、音楽賞                     | 中華民国の旗                                 | 5      | 1      |
| 15 | 黒く濁る村                              | 助演男優賞                                                     | 大韓民国の旗                                 | 1      |        |
| 16 | ノルウェイの森                          | 主演女優賞、撮影賞、衣装デザイン賞                             | 日本の旗                                     | 3      | 1      |
| 17 | PEEPLI LIVE                             | 作品賞、新人賞、音楽賞、編集賞                                 | インドの旗                                   | 4      | 1      |
| 18 | ポエトリー アグネスの詩                 | 作品賞、監督賞、脚本賞                                         | 大韓民国の旗                                 | 3      | 2      |
| 19 | レイン・オブ・アサシン                  | 主演女優賞、脚本賞、音楽賞                                     | 中華人民共和国の旗 · 香港の旗 · 中華民国の旗 | 3      |        |
| 20 | 運命の子                                | 主演男優賞、助演男優賞                                         | 中華人民共和国の旗 · 香港の旗                | 2      |        |
| 21 | SPACE BATTLESHIP ヤマト                 | 視覚効果賞                                                     | 日本の旗                                     | 1      |        |
| 22 | ハウスメイド                            | 主演女優賞、助演女優賞、衣装デザイン賞                         | 大韓民国の旗                                 | 3      | 1      |
| 23 | 明りを灯す人                            | 撮影賞                                                         | キルギスの旗                                 | 1      |        |
| 24 | アジョシ                                | 視覚効果賞                                                     | 大韓民国の旗                                 | 1      |        |
| 25 | 密告・者                                | 撮影賞                                                         | 香港の旗                                     | 1      |        |
| 26 | 生き残るための3つの取引                 | 助演男優賞、脚本賞                                             | 大韓民国の旗                                 | 2      |        |
| 27 | 哀しき獣                                | 監督賞、主演男優賞、美術賞、音楽賞                             | 大韓民国の旗                                 | 4      | 1      |
| 28 | ブンミおじさんの森                      | 作品賞                                                         | タイ王国の旗                                 | 1      | 1      |
| 29 | サンザシの樹の下で                      | 新人賞、編集賞                                                 | 香港の旗                                     | 2      |        |